# Adolfo Ernst
Adolfo Ernst (Primkenau, Silesia, Alemania, 6 de octubre de 1832 - Caracas, Venezuela, 12 de agosto de 1899) fue un naturalista, botánico y zoólogo venezolano-alemán. Ernst desarrolló una importante labor científica en Venezuela y como profesor universitario tuvo una marcada influencia en las generaciones de científicos de la segunda mitad del siglo XIX. Entre otras cosas, se le considera como el fundador de la escuela positivista venezolana, creador u organizador del Museo Nacional (futuro Museo de Ciencias en el Centro Adolfo Ernst), la Biblioteca Nacional y la enseñanza de ciencias naturales en la Universidad Central de Venezuela.

## Biografía
Hijo de Adolfo Ernst y Catalina Bischoff. Estudió bachillerato en Primkenau y luego se matriculó en la Universidad de Berlín. Allí estudió ciencias de la naturaleza, pedagogía, lenguas modernas, y conoció a dos hijos del general venezolano Judas Tadeo Piñango. Por esta amistad se animó a viajar a Venezuela, donde había oportunidades como educador. Llegó al país el 2 de diciembre de 1861 procedente de Hamburgo. El 5 de agosto de 1864 contrajo matrimonio en Caracas con Enriqueta Tresselt, con quien tuvo 5 hijos.
En mayo de 1867, fundó la Sociedad de Ciencias Físicas y Naturales de Caracas y en 1874 el Museo Nacional. Posteriormente dio un gran impulso a la Biblioteca Nacional, cuya dirección asumió en 1876. Durante el septenio de Antonio Guzmán Blanco, participó en la organización de las Exposición Universal de Viena (1873), La Exposición. Internacional de Agricultura en Bremen (1874), la Exposición Internacional de Chile (1875) y la Exposición Internacional de Filadelfia (1876) y la Exposición Colombina de Chicago (1891). A partir de 1874, por petición del presidente Guzmán Blanco, organizó la cátedra de Historia Natural en la Universidad Central de Venezuela, en la que difundió el transformismo de Jean-Baptiste Lamarck Archivado el 2 de junio de 2013 en Wayback Machine. y la selección natural de Charles Darwin como teorías fundamentales de la zoología y de la botánica y los principios de Charles Lyell como base de la geología.
Fue el inspirador y fundador de la escuela positivista venezolana, teniendo entre sus principales discípulos a Lisandro Alvarado, José Gil Fortoul y Rafael Villavicencio. En 1889 la UCV le otorgó el grado de Doctor en Filosofía, como reconocimiento a su labor académica y amplia labor de investigación. Ernst publicó más de 478 trabajos sobre diversas disciplinas, siendo las más numerosas aquellas sobre botánica, zoología y etnografía. También realizó trabajos sobre geografía, geología, lingüística, antropología, física, paleontología y arqueología.
Adolfo Ernst llevó a cabo importantes estudios sobre distintas regiones de Venezuela, tales como el valle de Caracas, el lago de Maracaibo, la Cordillera de los Andes, la Guayana venezolana, la isla de La Orchila, las minas de cobre de Aroa y las minas de diamante de Betijoque. Igualmente se interesó y realizó estudios sobre las aguas termales de San Juan de los Morros y las de Las Trincheras. Fue el precursor de la etnobotánica en Venezuela al enfocar temas tales como la historia de la yuca (1890) y el banano (1893). Publicó en los periódicos y revistas venezolanas más importantes de la época: El Federalista, La Opinión Nacional, La Revista Científica de la UCV, Vargasia, El Zulia Ilustrado, El Boletín del Ministerio de Obras Públicas y El Cojo Ilustrado. Las colecciones etnográficas y arqueológicas que fue adquiriendo el Museo Nacional le sirvieron de base para publicar una serie de trabajos antropológicos descriptivos. Publicó artículos sobre diversos grupos indígenas como los guajiros, ayamanes y warao, sobre lenguas indígenas y sobre antropología física.
En sus trabajos arqueológicos, enfatizó la región andina, de la cual describió en particular las placas líticas conocidas como alas de murciélago. También aportó datos etnográficos sobre los aborígenes andinos y dedicó algunos ensayos a los petroglifos (1885-1889). Uno de los principales méritos de Ernst fue la divulgación de material venezolano entre las sociedades científicas internacionales del siglo XIX, publicando sus aportes en revistas como Globus, Zeitschrift für Ethnologie, American Anthropologist y en el Bulletin de la Société du Anthropologie de París.

## Obras

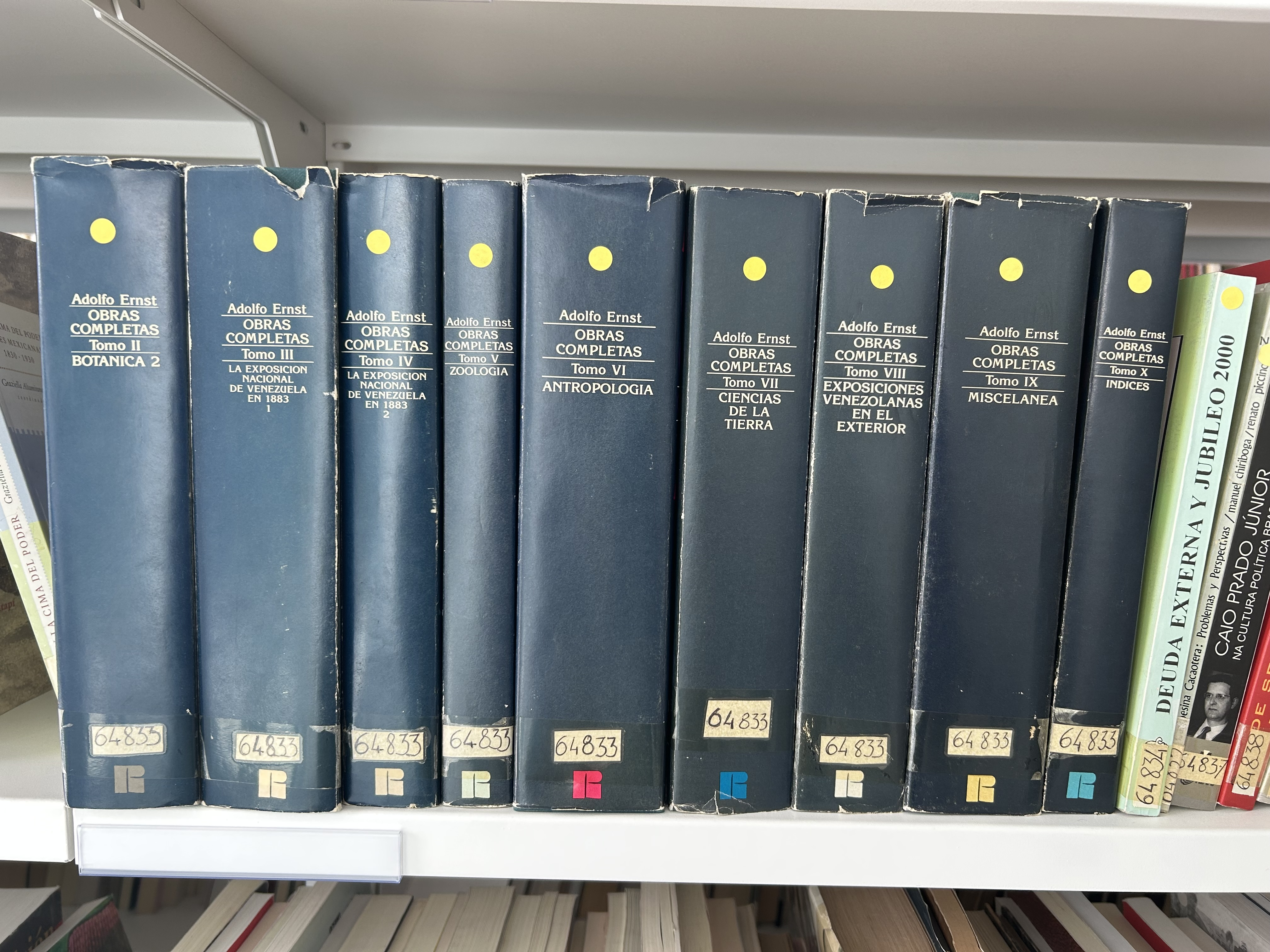
Obras completas de Adolf Ernst editadas por la presidencia de Venezuela.

- 1874 - Clave dicotómica de las familias del reino vegetal: arreglada según Bentley y otros autores. Disponible en Google Books.
- 1875 - Catálogo de la biblioteca de la Universidad de Caracas.
- 1875 - La colección de productos venezolanos en la Exposición Internacional de Chile. Disponible en Google Books.
- 1876 - Enumeración sistemática de las especies de moluscos hallados hasta ahora en los alrededores de Caracas y demás partes de la República.
- 1876 - Catálogo descriptivo del pabellón venezolano en la Exposición Internacional de Filadelfia. Disponible en inglés en Google Books.
- 1878 - Estudios sobre las deformaciones, enfermedades y enemigos del árbol de café en Venezuela. Disponible en inglés en Google Books.
- 1881 - Memoria botánica sobre el embarbascar, ó sea, La pesca por medio de plantas venenosas. Disponible en Google Books.
- 1883 - El carbón mineral en Venezuela.
- 1884-1886 - La Exposición Nacional de Venezuela en 1883. Extracto disponible en Google Books.
- 1891 - Noticia general sobre las minas de cobre de Aroa.
- 1986 - Obras completas. Blas Bruni Celli, (Compilador).